# Discofascigera vinei
Discofascigera vinei är en mossdjursart som beskrevs av Gregory 1909. Discofascigera vinei ingår i släktet Discofascigera och familjen Frondiporidae. Inga underarter finns listade i Catalogue of Life.